# Jaan Rääts
Jaan Rääts (* 15. Oktober 1932 in Tartu; † 25. Dezember 2020 in Tallinn) war ein sowjetischer bzw. estnischer Komponist.

## Leben
Rääts erhielt von 1945 bis 1952 Klavierunterricht an der Musikschule seiner Heimatstadt. Danach besuchte er das Konservatorium in Tallinn, wo er bis 1957 Komposition bei Heino Eller und Mart Saar studierte. Ab 1955 war Rääts als Toningenieur beim Estnischen Hörfunk tätig. Im  Jahre 1966 beendete er diese Tätigkeit und wechselte zum Estnischen Fernsehen, wo er bis 1974 als Musikdirektor wirkte. Rääts wurde im Jahre 1974 Kompositionslehrer und 1990 Professor am Konservatorium Tallinn (heute Estnische Musikakademie). Dort hatte er bereits in den Jahren 1968 bis 1970 eine Zeit lang unterrichtet. Zu seinen Schülern gehören Raimo Kangro, Erkki-Sven Tüür, Tõnis Kaumann und Timo Steiner. Im Jahre 2003 wurde er emeritiert. Von 1974 bis 1993 leitete er den Estnischen Komponistenverband. Rääts wurde 1972 mit dem Staatspreis der Estnischen SSR ausgezeichnet und zählte zu den prominentesten estnischen Komponisten.

## Stil
Zunächst noch durch den Sozialistischen Realismus beeinflusst, fand Rääts recht schnell zu einem eigenen Tonfall. Charakteristisch für seinen Stil ist eine neoklassizistische Grundhaltung. Seine meist eher knapp gehaltenen Kompositionen sind stark durch rhythmische Impulse geprägt. Sie bewegen sich im Wesentlichen innerhalb einer frei gehandhabten Tonalität. Allerdings war Rääts Anhänger des Prinzips der Polystilistik. Dies bedeutet, dass er prinzipiell jede erdenkliche Kompositionstechnik begrüßte. Seine Werke zeigen indes, dass er avantgardistische Techniken nur vereinzelt zum Einsatz brachte. In etwa seit den 1980er Jahren interessierte er sich stark für Minimalismus im Sinne von Philip Glass und setzte dieses Kompositionsprinzip fast durchgängig ein. Schwerpunkt von Rääts’ umfangreichem Œuvre ist die instrumentale Musik, in besonderem Maße das Konzert.

## Werke
- Orchesterwerke
  - Sinfonie Nr. 1 op. 3 (1957)
  - Sinfonie Nr. 2 op. 8 (1959, rev. 1987 als op. 79)
  - Sinfonie Nr. 3 op. 10 (1959)
  - Sinfonie Nr. 4 op. 13 "Kosmische" (1959)
  - Sinfonie Nr. 5 op. 28 (1966)
  - Sinfonie Nr. 6 op. 31 (1967)
  - Sinfonie Nr. 7 op. 47 (1973)
  - Sinfonie Nr. 8 op. 74 (1985)
  - Konzert für Kammerorchester Nr. 1 op. 16 (1961)
  - Konzert für Kammerorchester Nr. 2 op. 78 (1987)
  - Fünf Skizzen für ein Requiem op. 100 (1996/97)
- Solokonzerte
  - Klavierkonzert Nr. 1 op. 34 (1968)
  - Klavierkonzert Nr. 2 op. 70 (1983)
  - Klavierkonzert Nr. 3 op. 83 (1990)
  - Concertino für Klavier und Kammerorchester op. 9 (1958)
  - Konzert für Klavier und Kammerorchester op. 41 (1971)
  - Konzert für 2 Klaviere und Orchester op. 77 (1986)
  - Violinkonzert Nr. 1 op. 21 (1963)
  - Violinkonzert Nr. 2 op. 63 (1979)
  - Violinkonzert [Nr. 3] op. 96 (1995)
  - Violoncellokonzert Nr. 1 op. 27 (1966)
  - Violoncellokonzert Nr. 2 op. 43 (1971)
  - Violoncellokonzert [Nr. 3] op. 99 (1997)
  - Konzert für Gitarre, Streichorchester und präpariertes Klavier op. 88 (1992)
  - Konzert für Flöte, Gitarre und Orchester op. 117 (2000)
  - "Konzert für Fünf" für drei Trompeten, Gitarre, Schlagzeug und Streichorchester mit Klavier op. 120 (2002)
  - "Viertel=160" Konzert für Trompete, Klavier und Streichorchester op. 92
- Vokalmusik
  - "Frühlingsoratorium" nach Majakowski für Kinderchor, Alt und Orchester op. 15 (1961)
  - "Karl Marx" für Erzähler, Chor und Orchester op. 18 (1962–64)
  - "Schulkantate" für Kinderchor und Orchester op. 32 (1968)
- Kammermusik
  - Nonett op. 29 (1967)
  - Sextett für Klavier und Bläser op. 46 (1972)
  - Sextett für 2 Klaviere und Streichquartett op. 84 (1990)
  - Streichsextett op. 98 (1997)
  - 3 Klavierquintette (1957–70)
  - 6 Streichquartette (1955–83)
  - 7 Klaviertrios (1957–2003)
  - Variationen über ein Thema von Hanns Eisler für Blockflöte, Violine, Violoncello, Klavier und Cembalo op. 62 (1978)
- Klaviermusik
  - 10 Klaviersonaten (1959–2000)
  - 24 Estnische Präludien für Klavier op. 60 (1977)
  - 24 Marginalien für Klavier op. 65 (1982)
  - Sonate für 2 Klaviere op. 82 (1990)
  - Prelüüd für Klaviere op. 128 (2014)